# Ad de Jager
Adriaan (Ad) de Jager ('s-Heer Arendskerke, 18 september 1938 – Waddinxveen, 18 mei 2021) was een Nederlands politicus.
De Jager was een onderwijsdeskundige die twee periodes deel uitmaakte van de VVD-Eerste Kamerfractie. Hij begon zijn carrière als leraar in het beroepsonderwijs en was daarna onder meer onderwijsinspecteur, inspecteur-generaal van het onderwijs, onderwijsadviseur op de Nederlandse Antillen en interim-directeur van het Rijksopleidingsinstituut. In de Eerste Kamer hield hij zich naast onderwijs bezig met volkshuisvesting en Antilliaanse en Arubaanse zaken. Hij werd door zijn medeleden gewaardeerd als kenner van het onderwijs en van de verhoudingen in 'de West'.
- Parlement.com: vg09llpwqbzd